# Luis Martín-Santos
Luis Martín-Santos Ribera (Larache, protectorado español de Marruecos, 11 de noviembre de 1924-Vitoria, 21 de enero de 1964) fue un escritor y psiquiatra español, autor de Tiempo de silencio, considerada una de las mejores novelas españolas del XX, apareciendo en la lista del periódico El Mundo de las  100 mejores novelas publicadas en español en el siglo XX.

## Biografía
Luis Martín Ribera, que luego cambiaría de apellidos a Luis Martín-Santos Ribera por voluntad de su padre, nació en Larache, protectorado español de Marruecos, en 1924. Hijo de Leandro Martín Santos y Mercedes Ribera Egea, desplazados a Larache hasta 1929 a causa de la condición de oficial militar de su padre y la ocupación de la zona por parte de España. La familia se trasladó a San Sebastián en 1929 donde había sido destinado su padre, y allí estudia bachillerato junto con su hermano Leandro en el colegio Santa María Marianistas. Años después marcha a Salamanca a estudiar Medicina y se licencia en 1946 con premio extraordinario. Cursa el doctorado en Madrid entre 1946 y 1949, años en que colabora en el Consejo Superior de Investigaciones Científicas (retratado en Tiempo de silencio), se doctora con una tesis dirigida por Pedro Laín Entralgo y se relaciona con especialistas como los doctores Juan José López Ibor y Carlos Castilla del Pino. En 1950 estudia en Alemania y en 1951 es nombrado director del sanatorio psiquiátrico de San Sebastián. En 1953 se casa en Madrid con Rocío Laffón Bayo en la elitista Iglesia de los Jerónimos, con la que tendría cuatro hijos: Rocío, Leticia (fallecida a los 3 meses de edad), Luis y Juan Pablo.

## Trayectoria profesional
En abril de 1951 ganó por oposición la plaza de Director del Psiquiátrico Provincial de Guipúzcoa, lo que supuso su definitiva reincorporación a la vida donostiarra. Su actividad clínica en el Hospital Psiquiátrico de San Sebastián se dedicó fundamentalmente al estudio del alcoholismo y su diferenciación de la esquizofrenia, las dos enfermedades más frecuentes en ese momento. Sus trabajos tratan sobre "El delirio alcohólico agudo", "La paranoia alcohólica" e "Ideas delirantes, esquizofrenia y psicosis alcohólica", entre otros.
En quince años de trabajo, publicó dos libros de renombre: Dilthey, Jaspers y la comprensión del enfermo mental (1955) y Libertad, temporalidad y transferencia en el psicoanálisis existencial (1964), además de una treintena de artículos, ponencias, conferencias, etc.

## Actividad política y detenciones

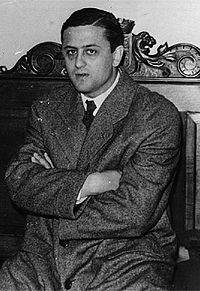
Luis Martín-Santos c. 1958.

Hacia 1955, se pone en contacto con la Asociación Socialista Universitaria (ASU), integrada en aquellos años por Miguel Sánchez-Mazas, Javier Pradera, Juan Manuel Kindelán, Francisco Bustelo y Mariano Rubio, entre otros. Fue detenido por primera vez en Pamplona a mediados de marzo de 1956, junto con Juan Benet, Luis Peña Ganchegui, Alberto Machimbarrena y Vicente Girbau. La segunda detención tuvo lugar en el marco de una caída general de toda la estructura socialista en noviembre de 1958, con un centenar de detenidos, entre los que se encontraban: en Madrid, Antonio Amat, José Federico de Carvajal y Antonio Villar Masó; en Barcelona, Joan Raventós, Francesc Casares y Joan Rion, y en San Sebastián, Vicente Urcola (psiquiatra también) y Joaquín Pradera.
Ingresó en el PSOE unos meses más tarde, por medio de Antonio Amat, pasando inmediatamente a formar parte de la Comisión Ejecutiva del partido en la clandestinidad. Trabaría amistad con los dirigentes socialistas Enrique Múgica Herzog o Ramón Rubial.

## Vida literaria
En Madrid traba amistad con los intelectuales y escritores reunidos en los cafés Gijón, Gaviria, Hespérides y Gambrinus, entre otros, Rafael Sánchez Ferlosio, Ignacio Aldecoa, Alfonso Sastre y Juan Benet, autores de novelas que, como El Jarama o Volverás a Región, son testimonio de la renovación que se respira en el panorama novelístico de los años 1950 y 1960. Asimismo, forma parte durante sus últimos años de vida de la Academia Errante.
Según Alfonso Rey (2000:222), su obra puede clasificarse en tres apartados: estudios médicos, ensayos y creación literaria. Sobre cirugía y psiquiatría escribió más de cincuenta artículos y dos libros: Dilthey, Jaspers y la comprensión del enfermo mental (1955), publicación en forma de libro de su tesis doctoral, y Libertad, temporalidad y transferencia en el psicoanálisis existencial (1964), en el que se evidencia la influencia del existencialismo sartriano.  Los ensayos versan sobre literatura, política y antropología y perfilan, en palabras de Alfonso Rey (2000:224) «un escritor interesado por la función de la literatura, un psiquiatra con ambición filosófica, un socialista reformista, un vasco no nacionalista y un castellano hostil al centralismo español». En el ámbito estrictamente literario, escribe poesía, relatos y novela. Su primer libro es un conjunto de poemas titulado Grana gris (1945); en 1962 aparece Tiempo de silencio, que supone una revolución en el panorama novelístico del momento. Sus relatos se recogen en el volumen póstumo titulado Apólogos y otras prosas inéditas, publicado al cuidado de Salvador Clotas en 1970. Deja inacabada su segunda novela al morir, Tiempo de destrucción, editada póstumamente al cuidado de José-Carlos Mainer. Se tienen noticias, no obstante, de otras tres novelas: El vientre hinchado, El saco y una «novela de tema carcelario». 
En 2020 se publicaron los cuentos que escribió con Juan Benet, entre 1949 y 1951, junto con muchos documentos reveladores de su juventud: El amanecer podrido, organizado por M. Jalón

### Tiempo de silencio
Tiempo de silencio se publicó en 1962 con veinte páginas censuradas, pudiendo solo considerarse la edición definitiva la decimosexta, de octubre de 1980. En esta novela el autor innova utilizando tres personas narrativas, el monólogo interior, la segunda persona y el estilo indirecto libre, procedimientos narrativos que venían ensayándose en la novela europea desde James Joyce,  pero que eran ajenos al realismo social al uso de la época. Todo ello contribuyó en parte a lo que el propio Martín-Santos llamó "realismo dialéctico".

### Tiempo de destrucción
En febrero de 2022 se publicó una renovada edición de Tiempo de destrucción, hecha por Mauricio Jalón. Fue presentada en la Biblioteca Nacional con gran éxito, según los medios de comunicación Según Iñaki Ezquerra:  Martín-Santos fue autor de dos grandes novelas y que esta novela iguala en altura, con recursos nuevos a Tiempo de silencio.

## Fallecimiento
Su esposa, Rocío Laffón Bayo, de 33 años, había fallecido el 3 de marzo de 1963 por un escape de gas que, a causa de su anosmia, le pasó inadvertido hasta que fue fatal. Luis Martín-Santos falleció en la mesa de operaciones cuando era intervenido por las heridas causadas por un accidente de coche, el 20 de enero de 1964. La noche anterior había dormido poco y había bebido mucho, como era frecuente en su círculo de amistades. Aquella tarde viajaba en su coche con su padre y un amigo, Francisco Ciriquiain, desde Madrid a San Sebastián. Su coche se estrelló contra un camión, cerca de Vitoria. María Josefa Rezola, viuda de Pedro Arana Aizpurua cierra el volumen biográfico de José Lázaro con un relato cargado de vivencias: “Nadie puede realmente llegar a entender cómo era Luis Martín-Santos”.